# غوردون واتكينز
غوردون واتكينز (بالإنجليزية: Gordon Watkins)‏ هو لاعب كرة قدم أمريكية أمريكي، ولد في 19 مايو 1907 في أتلانتا في الولايات المتحدة، وتوفي في 8 أبريل 1974.